# Plymouth (Ohio)
Plymouth è un villaggio degli Stati Uniti d'America, situato nello stato dell'Ohio, diviso tra la contea di Richland e la contea di Huron.